# علاءالدین پازارگادی
علاءالدین پازارگادی (متولد ۱۲۹۲ در شیراز - درگذشته ۱۹ فروردین ۱۳۸۳ تهران) نویسنده و مترجم ایرانی بود. وی دارای مدرک کارشناسی در رشتهٔ تاریخ، کارشناسی ارشد در رشته تعلیم و تربیت و دکترا در رشتهٔ علوم سیاسی و اقتصادی از دانشگاه آکسفورد انگلستان بود. او را بنیان‌گذار رشته «زبان و ادبیات انگلیسی» در ایران می‌دانند.

## آثار

### ترجمه
- دو نمایشنامه (مرد سرنوشت - مرد و اسلحه)، جورج برنارد شاو (ناشر: امیرکبیر ۱۳۸۰ ش)
- The style of eloquence (ترجمهٔ انگلیسی نهج البلاغه) (ناشر: رهنما - ۱۳۷۹ش=۲۰۰۰م)[۳]
- A selection of the Maxims & counsels utterd by the noble prophet of Islam & Impeccable Imams (گ‍زی‍ده‌ای از ان‍درزه‍ا و ک‍وت‍اه س‍خ‍ن‍ان پ‍ی‍ام‍ب‍ر گ‍رام‍ی اس‍لام (ص) و ائ‍م‍ه اطه‍ار (ع) ب‍ا ت‍رج‍م‍ه آن ب‍ه‌ان‍گ‍ل‍ی‍س‍ی)(ناشر: رهنما ۱۳۷۸ش)[۴]
- رومئو و ژولیت، ویلیام شکسپیر (ناشر: علمی و فرهنگی)
- تاجر ونیزی، ویلیام شکسپیر (ناشر: علمی و فرهنگی)
- آنتونی و کلئوپاترا، ویلیام شکسپیر (ناشر: علمی و فرهنگی)
- مجموعه آثار نمایشی ویلیام شکسپیر (۲۷ تراژدی و کمدی)، ویلیام شکسپیر، ناشر: سروش
- The Orchard Boostan of Sa'di, English - Persian ترجمهٔ انگلیسی بوستان سعدی، (ناشر: رهنما ۱۳۷۹ ش)[۵]
- گزیده‌ای از دیوان فرخی یزدی، فارسی - انگلیسی (ناشر: رهنما - ۱۳۸۱)
- گزیده‌ای از گفته‌ها و امثال و اصطلاحات زبان فارسی با ترجمه و معادل آنها به انگلیسی، ناشر: امیرکبیر - ۱۳۸۱
- اشعار خواجه حافظ شیرازی فارسی - انگلیسی، ناشر: رهنما - ۱۳۸۳
- اشعار باباطاهر عریان، فارسی - انگلیسی، ناشر: رهنما - ۱۳۸۱
- نمایشنامه‌های شکسپیر (دورهٔ دو جلدی) - انتشارات سروش
- Reviving Islamic Ethos: A compendium of Five Lectures مرتضی مطهری (ناشر بعثت -۱۳۶۹)
- Perfect Man (انسان کامل) مرتضی مطهری (ناشر بعثت)
- Mans Social Evalution (تکامل اجتماعی انسان) مرتضی مطهری (ناشر بعثت)
- The Nature of Imam Hassein’s Movement (قسمتی از حماسه حسینی)مرتضی مطهری (ناشر بعثت)
- Spiritual Sayings (گفتارهای معنوی) مرتضی مطهری (ناشر سازمان تبلیغات اسلامی)

### نگارش
- فن ترجمه انگلیسی (ناشر: امیرکبیر)
- دستور زبان انگلیسی (ناشر: امیرکبیر)
- فارسی آسان: کتاب معلم (ناشر: رهنما)
- دیوان اشعار دکتر علاءالدین پازارگادی، علاء الدین پازارگادی، ناشر: رهنما، ۱۳۸۳